# Eriogonum atrorubens
Eriogonum atrorubens är en slideväxtart som beskrevs av Georg George Engelmann. Eriogonum atrorubens ingår i släktet Eriogonum och familjen slideväxter.

## Underarter
Arten delas in i följande underarter:
- E. a. auritulum
- E. a. nemorosum
- E. a. rupestre